# Rdzeń procesora
Rdzeń procesora (rdzeń fizyczny) – fizyczna część procesora odpowiedzialna za realizację operacji obliczeniowych, zawierająca wiele jednostek wykonawczych.
W przeszłości wszystkie procesory dla użytkowników indywidualnych posiadały tylko jeden rdzeń, a liczba jednostek wykonawczych była niewielka bądź równa jeden. Obecnie, głównie ze względu na brak możliwości (związanej zwykle z bardzo dużym wzrostem zużycia energii) dalszego wzrostu częstotliwości pracy procesorów, ich wydajność podnosi się poprzez zwiększanie liczby rdzeni.
Każdy rdzeń fizyczny obsługuje co najmniej jeden potok instrukcji, ale może obsługiwać ich wiele (hyper-threading) − mówi się wówczas, że taki rdzeń fizyczny posiada x rdzeni wirtualnych, a całkowita ich liczba w procesorze jest najczęściej iloczynem liczby rdzeni fizycznych i potoków obsługiwanych przez pojedynczy rdzeń. Zwykle liczba rdzeni wirtualnych jest potęgą dwójki.